# Kudidale, Alur
Kudidale là một làng thuộc tehsil Alur, huyện Hassan, bang Karnataka, Ấn Độ.